# D-81T
Le D-81T, connu également sous le code GRAU 2A26 est un canon antichar russe de calibre 125 mm conçu au début des années 1960 par le bureau d'études de Spetstekhnika à Iekaterinbourg et fabriqué à partir de 1968 aux arsenaux d'Iekaterinbourg (usine n° 9) et de Motovilikha à Perm. Conçu dans le but de succéder au canon U-5TS Molot (2A20) de calibre 115 mm, ses problèmes inhérents de précision en raison du montage asymétrique de son frein de tir l'amenèrent à être supplanté par le D-81TM (2A46) au milieu des années 1970.
Le canon 2A26M2 a une durée de vie normalisée de 600 coups à pleine charge, ou de 840 coups à charge moyenne.

## Modèles et variantes
- D-81T (2A26)  : modèle original armant le T-64A en 1968.
- D-81T (2A26M2) : modèle adapté en 1969 pour l'Objet 172 et puis le T-72 Ural.